# Rune Pedersen (arbitre)
Pour les articles homonymes, voir Rune Pedersen.
Rune Pedersen, né le 19 mai 1963, est un ancien arbitre norvégien de football. Il fut récompensé du titre de meilleur arbitre norvégien de l'année à dix reprises de 1990 à 2000, sauf en 1993.

## Carrière
Il a officié dans des compétitions majeures : 
- Coupe de Norvège de football 1989 (finale N°1)
- Coupe de Norvège de football 1992 (finale)
- Coupe du monde de football des moins de 20 ans 1995 (2 matchs)
- Coupe de Norvège de football 1995 (finale rejouée)
- Coupe du monde de football de 1998 (2 matchs)
- Coupe de Norvège de football 1998 (finale)
- Coupe Intertoto 1999 (finale aller)
- Coupe Intertoto 2000 (finale retour)